# Donald Brashear
Donald Maynard Brashear (* 7. Januar 1972 in Bedford, Indiana) ist ein ehemaliger kanadisch-US-amerikanischer Eishockeyspieler, der im Verlauf seiner aktiven Karriere zwischen 1989 und 2016 unter anderem 1085 Spiele für die Canadiens de Montréal, Vancouver Canucks, Philadelphia Flyers, Washington Capitals und New York Rangers in der National Hockey League auf der Position des linken Flügelstürmers bestritten hat. Brashear galt während seiner 16 Spielzeiten in der NHL als einer der härtesten und besten Enforcer ihrer Geschichte. Brashear ist der Großneffe von Carl Brashear, dessen Leben Inspiration für den Film Men of Honor war.

## Karriere
Brashear begann seine NHL-Karriere bei den Canadiens de Montréal, die ihn vor der Saison 1992/93 als Free Agent verpflichteten. Zuvor hatte er für das Collège Français de Longueuil in der Ligue de hockey junior majeur du Québec gespielt.
1996 wurde der 1,91 m große und 108 kg schwere Flügelstürmer zu den  Vancouver Canucks transferiert, nachdem er in einem Trainingslager in Denver mit Canadiens-Coach Mario Tremblay aneinandergeraten war. Nach einer schweren  Kopfverletzung, die sich der Linksschütze am 21. Februar 2000 in einem Spiel gegen die Boston Bruins zugezogen hatte, fiel Brashear mehrere Monate aus, Marty McSorley, der ihm den Stockschlag, der zur Verletzung führte, verpasst hatte, wurde daraufhin sogar wegen Körperverletzung zu 18 Monaten auf Bewährung verurteilt. 
Während der Saison 2001/02 kehrte Donald Brashear aufs Eis zurück, am 17. Dezember 2001 wurde er im Tausch gegen Jan Hlaváč zu den Philadelphia Flyers transferiert. In der folgenden Saison erhielt der Stürmer die Pelle Lindbergh Memorial Trophy für den in der aktuellen Saison am meisten verbesserten Spieler der Flyers. Während des NHL-Lockouts 2004/05 spielte Donald Brashear für die Radio X de Québec in der Ligue Nord-Américaine de Hockey. Am 14. Juli 2006 unterschrieb Brashear einen mit 1,1 Millionen US-Dollar dotierten Einjahresvertrag bei den Washington Capitals. Im Sommer 2009 wurde er von den New York Rangers verpflichtet, aber am 1. August 2010 zusammen mit Patrick Rissmiller an die Atlanta Thrashers abgegeben. Drei Tage später lösten die Thrashers seinen Vertrag vorzeitig auf und ließen ihn ausbezahlen.
Im September 2010 unterzeichnete Brashear bei den GCI de Sorel-Tracy in der Ligue Nord-Américaine de Hockey. Nach sechs Spielen wurde er im November 2010 von 3L de Rivière-du-Loup verpflichtet. Dort verblieb er bis zum Sommer 2013, ehe er nach einer einjährigen Pause ein einjähriges Engagement bei MODO Hockey aus der Svenska Hockeyligan einging. Nach einigen Einsätzen für die Assurancia de Thetford in der LNAH in der Spielzeit 2015/16 beendete der Angreifer seine aktive Karriere.

## Erfolge und Auszeichnungen
- 1992 Coupe-du-Président-Gewinn mit dem Collège Français de Verdun

## Karrierestatistik

### International
Vertrat die USA bei:
- Weltmeisterschaft 1997
- Weltmeisterschaft 1998

(Legende zur Spielerstatistik: Sp oder GP = absolvierte Spiele; T oder G = erzielte Tore; V oder A = erzielte Assists; Pkt oder Pts = erzielte Scorerpunkte; SM oder PIM = erhaltene Strafminuten; +/− = Plus/Minus-Bilanz; PP = erzielte Überzahltore; SH = erzielte Unterzahltore; GW = erzielte Siegtore; 1 Play-downs/Relegation; Kursiv: Statistik nicht vollständig)